# Sztuka Wschodu na Wawelu

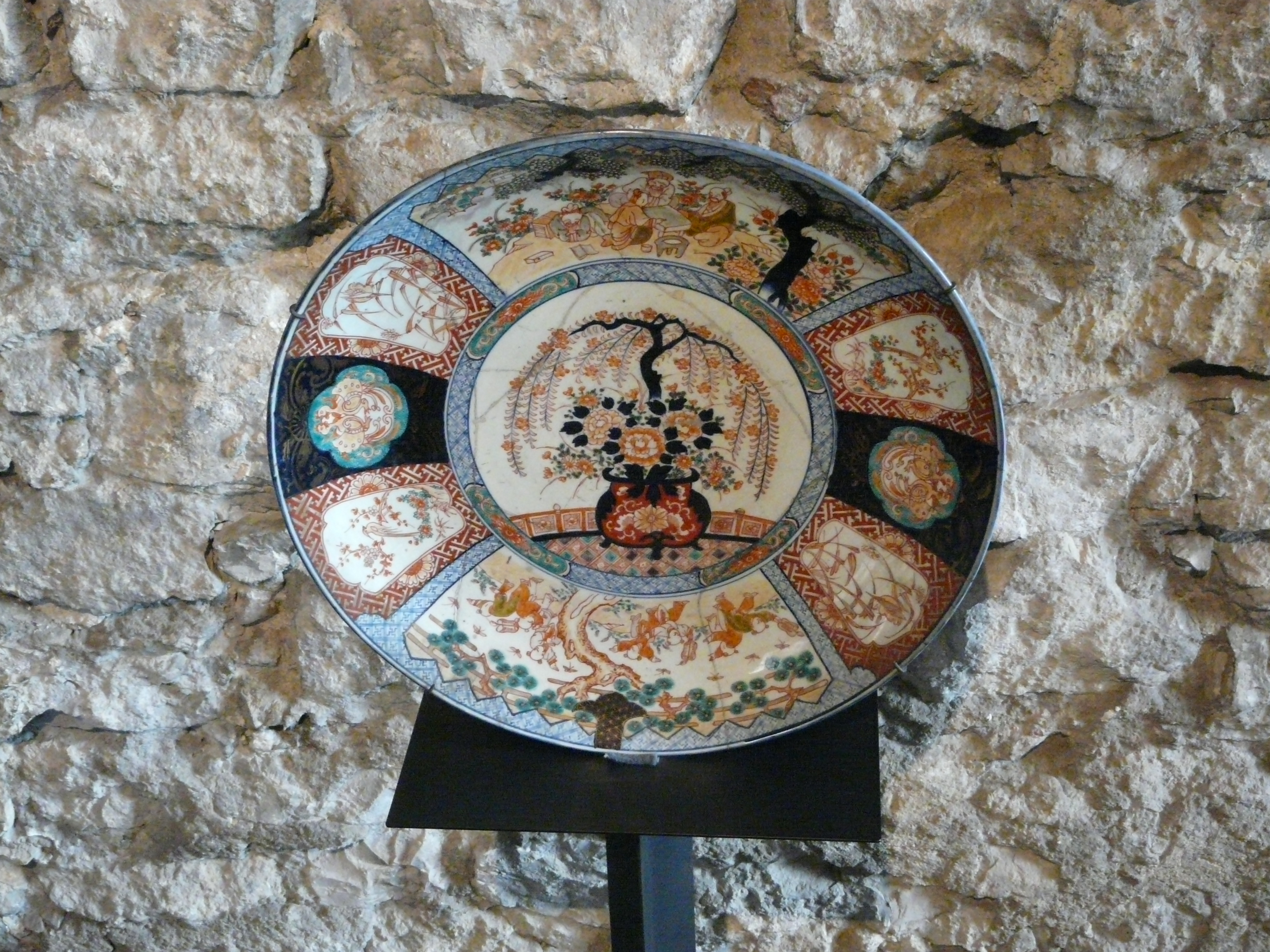
Talerz z japońskiej porcelany Imari

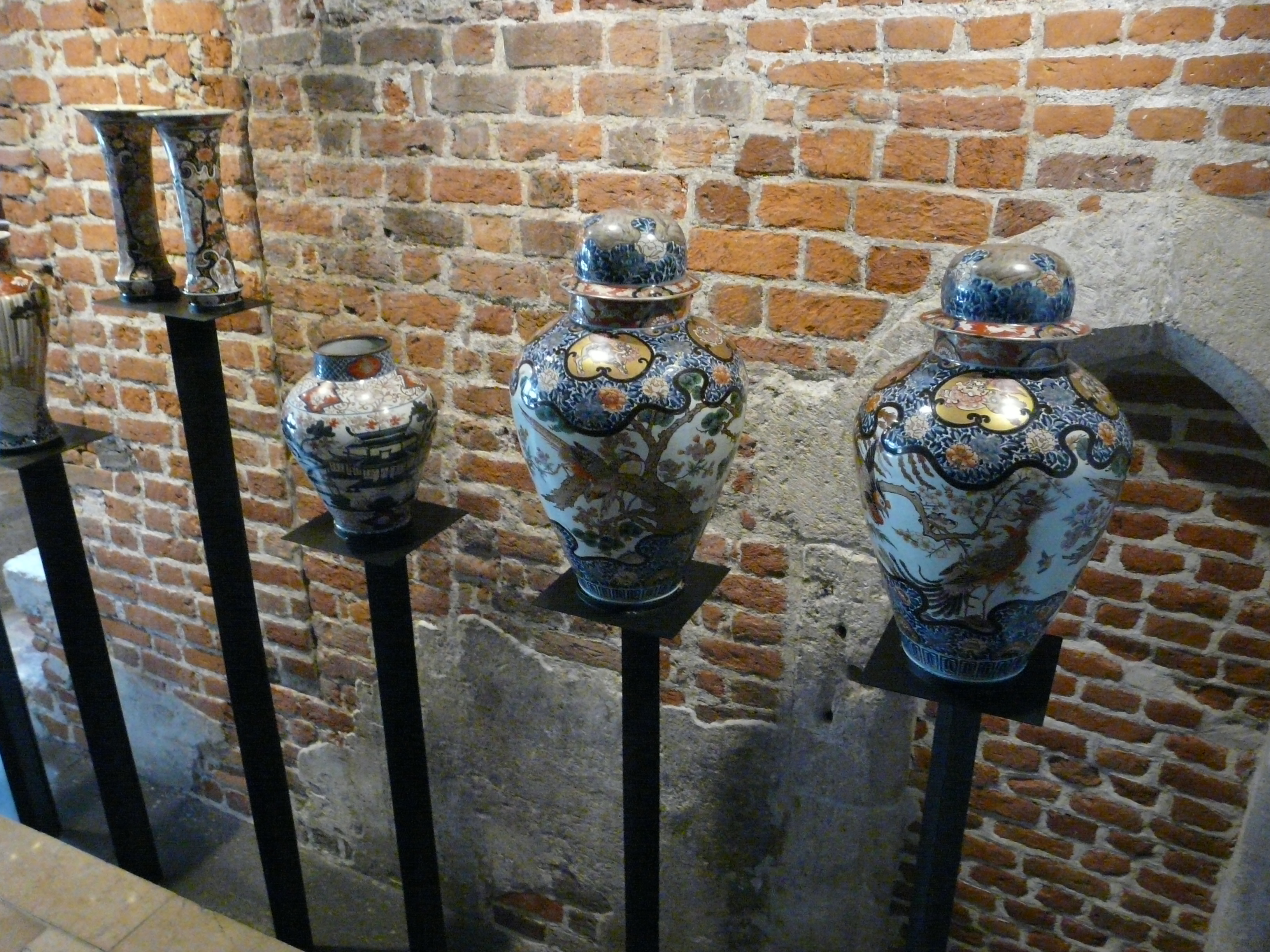
Część porcelanowego serwisu

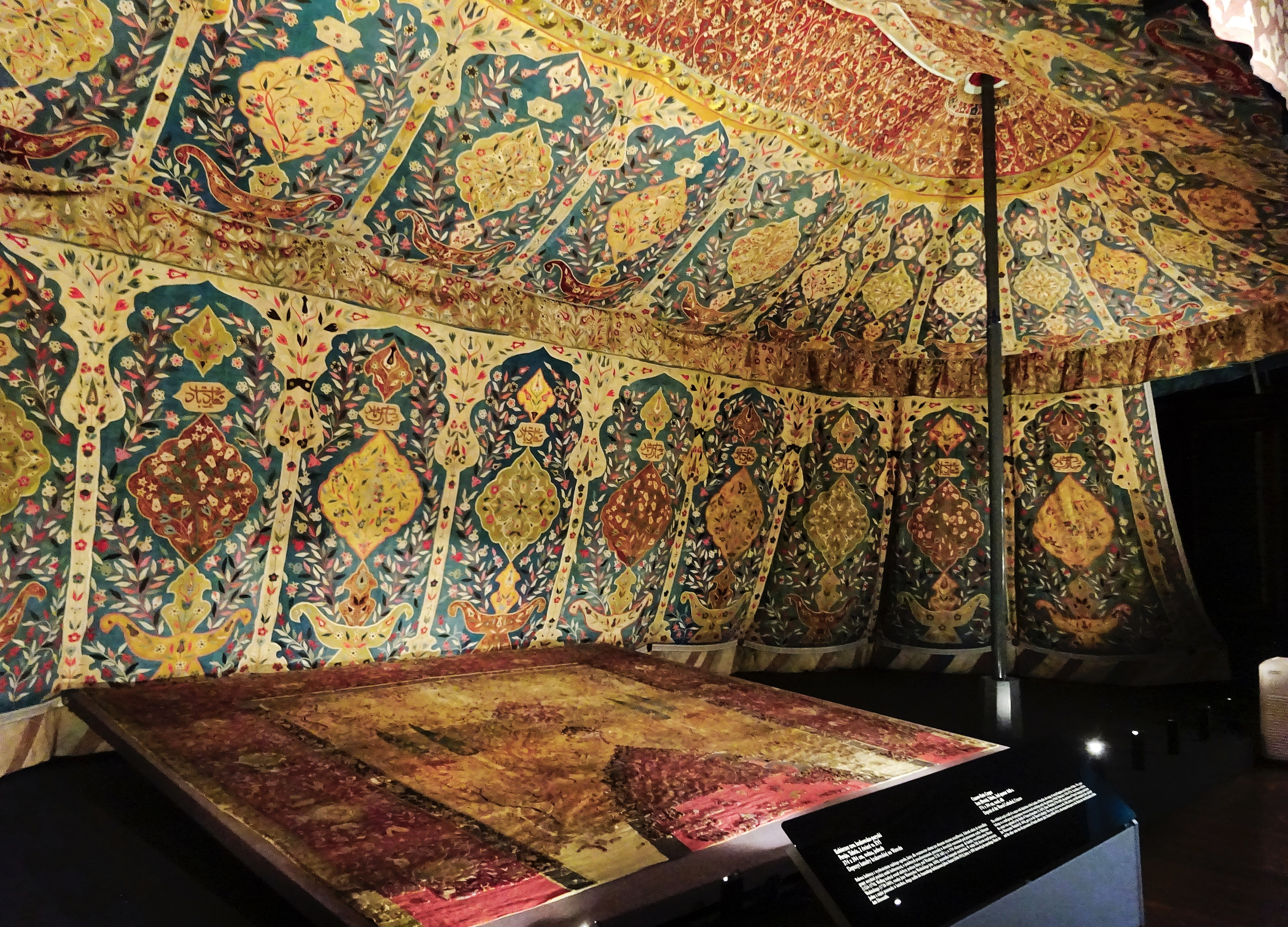
Namiot owalny, dwumasztowy, Turcja, 1. połowa XVII wieku

Sztuka Wschodu – jedna z ekspozycji znajdujących się w zamku królewskim na Wawelu w Krakowie.
Zygmunt August, a później królowie z dynastii Wazów byli miłośnikami orientaliów, ale najwięcej ich napłynęło za panowania Jana III Sobieskiego, którego upodobania do wschodnich przedmiotów (zwłaszcza broni) całkowicie zaspakajały łupy wojenne, zwłaszcza ten największy po zwycięstwie wiedeńskim w 1683. Perskie i tureckie wyroby docierały do Polski jako zakupy królewskie, szlacheckie, dary wschodnich władców lub jako trofea wojenne zwłaszcza w okresie wojen z Turcją w XVII wieku.
Dzisiejsza kolekcja wawelskich orientaliów powstawała w okresie międzywojennym. Dzieła wschodnie odzyskano na mocy traktatu ryskiego z 1921, z ZSRR w latach 1922–1928 powróciły między innymi chorągwie tureckie (5 sztuk) zdobyte przez Jana III Sobieskiego i jego dowódców pod Wiedniem.
W 1933 w 250 rocznicę zwycięstwa wiedeńskiego urządzono w salach zamkowych specjalną wystawę jubileuszową. Część wystawionych wówczas prywatnych kolekcji w formie depozytu wzbogaciło kolekcję wawelską. Działający w Wiedniu polski antykwariusz Szymon Szwarc zakupił w latach 1933–38 dla zamku wawelskiego  namioty tureckie, zdobyte przez Jana III Sobieskiego pod Wiedniem, a które podczas  zaborów zostały z Polski zrabowane. Obecna kolekcja namiotów na Wawelu liczy 12 sztuk, niestety ze względu na rozmiary, stan zachowania i trudności techniczne w ich eksponowaniu (największy namiot wymagał do ustawienia trzech dużych masztów) niezwykle rzadko jest prezentowana. Ostatnia wielka prezentacja namiotów miała miejsce na Wawelu z okazji 300 rocznicy zwycięstwa wiedeńskiego w 1983.
W skład kolekcji orientaliów wchodzą także szable tureckie nabyte w 1962, ceramika chińska i japońska – zwłaszcza zbiór bardzo ciekawych waz japońskich przekazanych na Wawel w latach 1956–64 przez rodzinę Potockich z Krakowa. W 1964 nabyto cenną kolekcję dr. Włodzimierza i Jerzego Kulczyckich składającą się z 60 muzułmańskich kobierców i makat. Uzupełnianie zbiorów trwa do dziś, a wystawa ponownie po uzupełnieniach i zabiegach konserwatorskich wykonywanych na eksponatach powracających po tułaczce wojennej z Kanady  została otwarta dla turystów w 1965.
Źródło
Jerzy T. Petrus, Maria Piątkiewicz-Dereniowa, Magdalena Piwocka, Wschód w zbiorach wawelskich, Kraków 1988